# Reprezentacja Południowej Afryki na Mistrzostwach Świata w Narciarstwie Klasycznym 2005
Reprezentacja Republiki Południowej Afryki na Mistrzostwach Świata w Narciarstwie Klasycznym 2005 liczyła dwóch zawodników - biegaczy narciarskich. Byli to: Oliver Kraas i Bevan Ferreira.

## Medale

### Złote medale
- brak

### Srebrne medale
- brak

### Brązowe medale
- brak

## Wyniki

### Biegi narciarskie

#### Mężczyźni
Sprint
- Oliver Kraas - 59. miejsce
- Bevan Ferreira - 84. miejsce

15 km stylem dowolnym
- Oliver Kraas - 96. miejsce